# Saserna grynia
Saserna grynia là một loài bướm đêm trong họ Noctuidae.